# Eisgrundgraben
Der Eisgrundgraben ist ein etwa 3,5 km langer Bach im Main-Tauber-Kreis im Norden von Baden-Württemberg, der bei Dittwar in den Ölbach fließt.

## Geographie

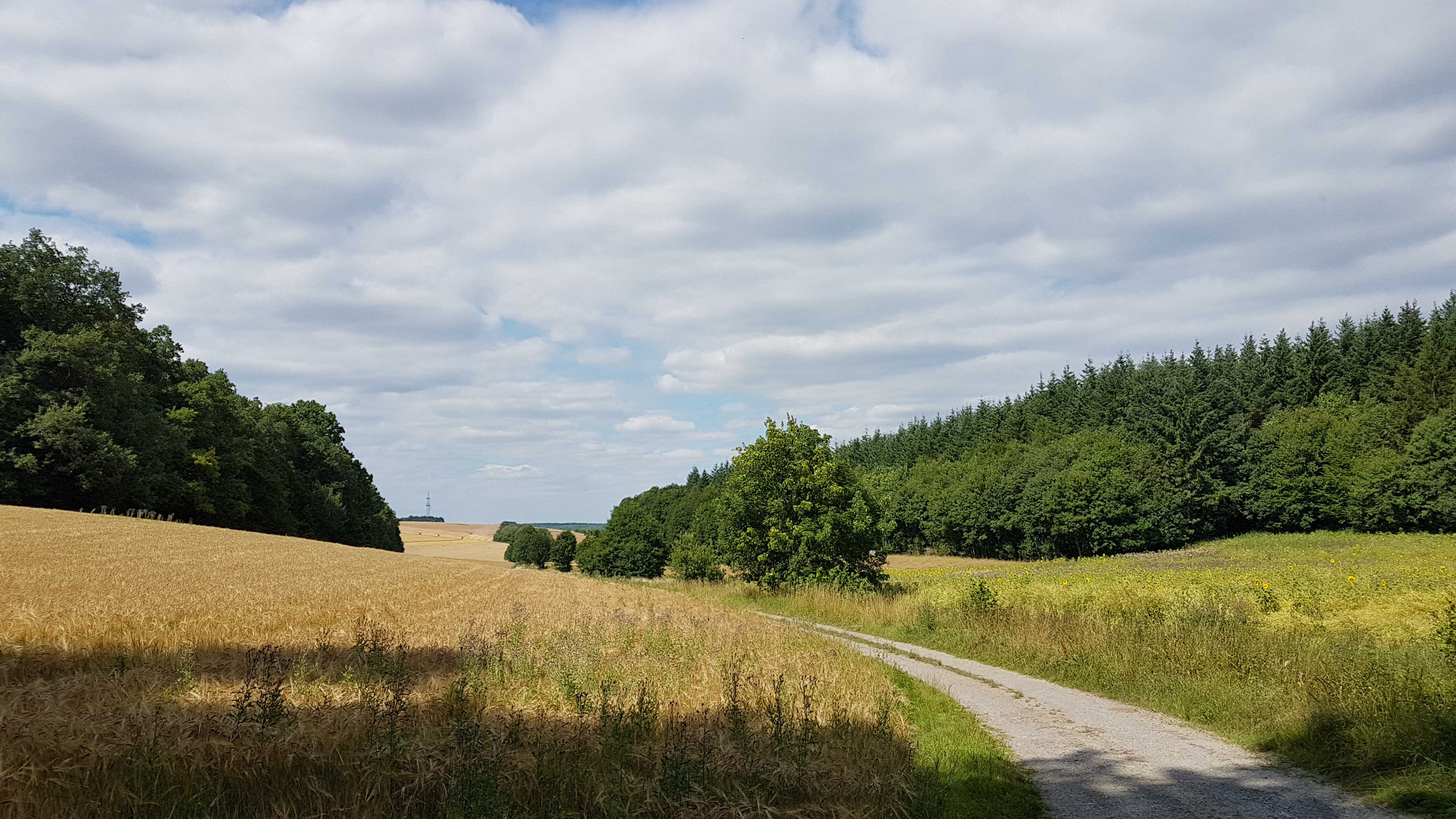
Beginn des Eisgrundgrabens außerhalb von Dittwar

Der Eisgrundgraben entsteht auf einer Höhe von etwa 335 m ü. NN aus einer nur intermittierend Wasser führenden Quelle in der Flur Buchbaum direkt nördlich eines Waldweges gut drei Kilometer südsüdwestlich des Tauberbischofsheimer Stadtteils Dittwar.
Er fließt zunächst etwa einen Kilometer nordwärts in der namensgebenden Flur Eisgrund durch einen circa 100 m breiten landwirtschaftlichen Streifen, welcher links und rechts von Mischwald gesäumt wird. Dabei fließt ihm nach gut dreihundert Metern auf seiner linken Seite ein kleiner Waldbach zu. Der Graben fließt dann durch die Flur Eisgrundboden und danach durch die Flur Hägelesboden am südöstlichen Fuße des 365,9 m hohen Reißbergs vorbei. In der Flur Inneres Pfarrfeld wird er wiederum von links von einem weiteren Bächlein gestärkt. Der Eisgrundgraben zieht danach nordnordostwärts am Fuße des Heiligenbergs (347 m) westlich am bewaldeten Hesselrain entlang.
Er läuft nun durch die Flur Kurzes Gewann auf das Dorf Dittwar zu, wo er schließlich auf einer Höhe von etwa 235 m von rechts in den Ölbach einmündet.

## Geologie und Naturräume
Das Einzugsgebiet liegt im Naturraum Tauberland. Es ist am Oberlauf des Grabens vom Oberen Muschelkalk und im Mündungsbereich vom Mittleren Muschelkalk der Trias geprägt.

## Hochwasser
Am Fronleichnamstag, dem 21. Juni 1984 führte Starkregen zu einer Hochwasserkatastrophe in den Tälern des Ölbachs und dessen Zuflüsse sowie einiger Nachbargewässer. Dittwar und die umliegenden Gemeinden waren betroffen. Es entstand ein Schaden von etwa 90 Millionen Deutsche Mark.